# Fairmount (Dakota du Nord)
Fairmount est une ville américaine située dans le comté de Richland, dans l’État du Dakota du Nord. Lors du recensement de 2010, sa population s’élevait à 367 habitants.

## Histoire
Fairmount a été fondée en 1884.

## Démographie
| 1890 | 1900 | 1910 | 1920 | 1930 | 1940 |
| ---- | ---- | ---- | ---- | ---- | ---- |
| 91   | 284  | 387  | 706  | 611  | 705  |

| 1950 | 1960 | 1970 | 1980 | 1990 | 2000 |
| ---- | ---- | ---- | ---- | ---- | ---- |
| 660  | 503  | 412  | 480  | 427  | 406  |

| 2010 | - | - | - | - | - |
| ---- | - | - | - | - | - |
| 367  | - | - | - | - | - |

## Source
- (en) Cet article est partiellement ou en totalité issu de l’article de Wikipédia en anglais intitulé « Fairmount, North Dakota » (voir la liste des auteurs).